# ياكوفليف ياك-44
ياكوفليف ياك-44 (بالإنجليزية: Yakovlev Yak-44)‏ هي من صناعة ياكوفليف.